# Temporada 2020 del Campeonato de España de Carreras de Camiones
La temporada 2020 del Campeonato de España de Carreras de Camiones  (CECC) será la segunda temporada de dicho campeonato.
Pedro Marco se proclamó campeón por primera vez en su carrera, mientras que su compañero de equipo Pedro Ignacio García Marco fue segundo. Nico García completó el podium de la general.

## Equipos y pilotos
| Marca         | Equipo              | No. | Piloto                     | Rondas |
| ------------- | ------------------- | --- | -------------------------- | ------ |
| MAN           | Alvi Truck Sport    | 66  | Josy Vila                  | Todas  |
| Mercedes-Benz | Camión Competición  | 48  | Nico García                | Todas  |
| Mercedes-Benz | Team Paños Albacete | 8   | Pepe Paños                 | Todas  |
| Sisu          | Maraña Team         | 9   | Aarón Bastián Jr.          | Todas  |
| Sisu          | Maraña Team         | 16  | Aarón Bastián              | Todas  |
| Iveco         | Murcia Racing Truck | 26  | Pedro Ignacio García Marco | Todas  |
| MAN           | Murcia Racing Truck | 25  | Pedro Marco                | Todas  |

## Calendario
Inicialmente, esta temporada se iba a repetir el calendario de la temporada anterior, con dos citas en el Circuito del Jarama. Sin embargo, la pandemia de COVID-19 hizo que se aplazase el GP Camión del Jarama, que finalmente se canceló. Pese a que existía serio riesgo de cancelar el GP Camión de España, semanas antes de disputarlo se confirmó que se correría y con 5000 aficionados en las gradas. Más tarde se supo que lo haría sin acompañar al ETRC, sino que lo hará junto a la European Truck Master Drivers 2020. Actualmente, el calendario provisional es el siguiente:
| Ronda | Circuito            | Fecha            |
| ----- | ------------------- | ---------------- |
| 1     | Circuito del Jarama | 26 de septiembre |

## Clasificaciones

#### Sistema de puntuación
Todas las carreras del campeonato siguen este sistema de puntuación:
| Posición | 1.º | 2.º | 3.º | 4.º | 5.º | 6.º | 7.º | 8.º | 9.º | 10.º |
| Puntos   | 20  | 15  | 12  | 10  | 8   | 6   | 4   | 3   | 2   | 1    |

#### Clasificación general
| Pos | Piloto                     | JAR | JAR | Pts |
| --- | -------------------------- | --- | --- | --- |
| 1.º | Pedro Marco                | 1   | 1   | 40  |
| 2.º | Pedro Ignacio García Marco | 2   | 2   | 30  |
| 3.º | Nico García                | 3   | 3   | 24  |
| 4.º | Aarón Bastián              | 4   | 4   | 20  |
| 5.º | Pepe Paños                 | 5   | 5   | 16  |
| 6.º | Aarón Bastián Jr.          | Ret | 6   | 6   |
| 7.º | Josy Vila                  | Ret | DNS | 0   |